# Associazione Calcio Venezia 1997-1998
Questa voce raccoglie le informazioni riguardanti l'Associazione Calcio Venezia nelle competizioni ufficiali della stagione 1997-1998.

## Stagione

Il neoacquisto Stefan Schwoch, trascinatore dei lagunari verso la promozione con 17 reti.

La squadra lagunare nel campionato di Serie B 1997-1998 si classifica seconda con 64 punti dietro alla Salernitana, venendo così promossa in Serie A, da dove mancava da un trentennio, precisamente dal 28 maggio 1967. Approda a Venezia in questa stagione, proveniente dal Ravenna, la coppia formata dal tecnico Walter Alfredo Novellino e dal bomber bolzanino Stefan Schwoch, entrambi lasciano un segno innegabile, ognuno dei due nel loro ruolo, in questa stagione di grazia per i lagunari. Gli arancioneroverdi partono con il vento in poppa in campionato, vincendo sette delle prime otto partite del torneo, chiudendo al primo posto con 38 punti il girone di andata, poi nel girone discendente amministrano con saggezza il vantaggio accumulato, centrando l'ambito traguardo, oltre alla Salernitana che ha vinto il torneo, anche con il Cagliari ed il Perugia. Due i marcatori lagunari saliti in doppia cifra, con 17 reti Stefan Schwoch e con 11 centri Michele Cossato. In Coppa Italia il Venezia supera il primo turno eliminando nel doppio confronto il Carpi, viene poi eliminata nel secondo turno dal Parma.

## Sponsor
Anche per questa stagione lo sponsor ufficiale del Venezia è: l'Emmezeta.

## Rosa
| N. |                   | Ruolo | Calciatore           |
| -- | ----------------- | ----- | -------------------- |
| 1  | Italia (bandiera) | P     | Attilio Gregori      |
| 2  | Italia (bandiera) | D     | Alessandro Dal Canto |
| 3  | Italia (bandiera) | D     | Emanuele Brioschi    |
| 4  | Italia (bandiera) | C     | Giuseppe Iachini     |
| 5  | Italia (bandiera) | D     | Gianluca Luppi       |
| 6  | Italia (bandiera) | D     | Simone Pavan         |
| 7  | Italia (bandiera) | C     | Michele Baldi        |
| 8  | Italia (bandiera) | C     | Roberto Antonioli    |
| 9  | Italia (bandiera) | A     | Stefan Schwoch       |
| 10 | Italia (bandiera) | A     | Stefano Polesel      |
| 11 | Italia (bandiera) | D     | Giancarlo Filippini  |
| 12 | Italia (bandiera) | P     | Alessio Bandieri     |
| 13 | Italia (bandiera) | D     | Alberto Burato       |
| 14 | Italia (bandiera) | D     | Nicola Marangon      |
| 15 | Italia (bandiera) | A     | Ciro Ginestra        |

| N. |                   | Ruolo | Calciatore          |
| -- | ----------------- | ----- | ------------------- |
| 17 | Italia (bandiera) | C     | Salvatore Miceli    |
| 18 | Italia (bandiera) | A     | Fabio Bazzani       |
| 19 | Italia (bandiera) | D     | Mauro Bianchi       |
| 20 | Italia (bandiera) | A     | Stefano Gioacchini  |
| 21 | Italia (bandiera) | P     | Nicola Riato        |
| 22 | Italia (bandiera) | C     | Mauro Zironelli     |
| 23 | Italia (bandiera) | C     | Marco Cento         |
| 24 | Italia (bandiera) | A     | Michele Cossato     |
| 25 | Italia (bandiera) | D     | Fabiano Ballarin    |
| 26 | Italia (bandiera) | C     | Francesco Pedone    |
| 27 | Italia (bandiera) | A     | Pierpaolo Bresciani |
| 28 | Italia (bandiera) | D     | Ivano Visintin      |
| 29 | Italia (bandiera) | P     | Francesco Benussi   |
| 30 | Italia (bandiera) | P     | Francesco Bison     |

## Risultati

### Campionato

#### Girone di andata
| Arbitro: | Bolognino (Milano) |

|                        |           |  |
| Pedone 34’ Schwoch 93’ | Marcatori |  |

| Arbitro: | Farina (Novi Ligure) |

|                     |           |                            |
| Ballarin 21’ (aut.) | Marcatori | 70’ Schwoch 79’ M. Cossato |

| Arbitro: | Gambino (Barletta) |

|             |           |  |
| Roberts 86’ | Marcatori |  |

| Arbitro: | Ceccarini (Livorno) |

|                              |           |  |
| Schwoch 50’ (rig.) Luppi 74’ | Marcatori |  |

| Arbitro: | Treossi (Forlì) |

|  |           |               |
|  | Marcatori | 38’ Dal Canto |

| Arbitro: | De Santis (Tivoli) |

|                                             |           |  |
| Gioacchini 21’ Schwoch 50’ (rig.) Luppi 74’ | Marcatori |  |

| Arbitro: | Collina (Viareggio) |

|  |           |                                      |
|  | Marcatori | 17’, 66’ Schwoch 34’, 37’ M. Cossato |

| Arbitro: | Bazzoli (Merano) |

|                  |           |  |
| P. Bresciani 89’ | Marcatori |  |

| Arbitro: | Boggi (Salerno) |

|          |           |                    |
| Pasa 28’ | Marcatori | 58’ (rig.) Schwoch |

| Arbitro: | Sirotti (Forlì) |

|                                               |           |  |
| Chionna 36’ (aut.) Miceli 66’ E. Brioschi 69’ | Marcatori |  |

| Arbitro: | Bolognino (Milano) |

|                            |           |  |
| Vecchiola 7’ Banchelli 81’ | Marcatori |  |

| Arbitro: | Tombolini (Ancona) |

|                       |           |                  |
| Miceli 9’ Schwoch 52’ | Marcatori | 68’ (aut.) Luppi |

| Arbitro: | Borriello (Mantova) |

|           |           |           |
| Melis 37’ | Marcatori | 91’ Luppi |

| Arbitro: | Braschi (Prato) |

|  |           |                            |
|  | Marcatori | 29’, 74’ Di Vaio 81’ Greco |

| Arbitro: | Pairetto (Nichelino) |

|              |           |                                       |
| D'Angelo 83’ | Marcatori | 11’ Schwoch 47’ Pedone 67’ M. Cossato |

| Venezia 4 gennaio 1998 16ª giornata | Venezia          | 0 – 0 | Lucchese | Stadio Pierluigi Penzo\| Arbitro: \| Rossi (Ciampino) \| |
| Arbitro:                            | Rossi (Ciampino) |       |          |                                                          |

| Arbitro: | Trentalange (Torino) |

|                                   |           |                           |
| Schwoch 39’ (rig.) M. Cossato 41’ | Marcatori | 54’ Muzzi 58’ Dario Silva |

| Arbitro: | Messina (Bergamo) |

|            |           |                |
| Sturba 55’ | Marcatori | 47’ M. Cossato |

| Arbitro: | Branzoni (Pavia) |

|                                                   |           |  |
| E. Brioschi 5’ Schwoch 8’ Dal Canto 35’ Pavan 39’ | Marcatori |  |

#### Girone di ritorno
| Arbitro: | Bazzoli (Merano) |

|                                         |           |                |
| Ruotolo 18’ F. Giampaolo 69’ Kallon 75’ | Marcatori | 54’ M. Cossato |

| Arbitro: | Dagnello (Trieste) |

|           |           |  |
| Pedone 6’ | Marcatori |  |

| Arbitro: | Nucini (Bergamo) |

|                                           |           |                           |
| Schwoch 27’, 55’ Marangon 46’ Polesel 77’ | Marcatori | 59’ (rig.), 80’ Francioso |

| Arbitro: | Racalbuto (Gallarate) |

|                            |           |  |
| Rutzittu 66’ Tovalieri 77’ | Marcatori |  |

| Arbitro: | Rosetti (Torino) |

|                  |           |              |
| P. Bresciani 45’ | Marcatori | 10’ Petrachi |

| Padova 8 marzo 1998 25ª giornata | Padova             | 0 – 0 | Venezia | Stadio Euganeo\| Arbitro: \| Tombolini (Ancona) \| |
| Arbitro:                         | Tombolini (Ancona) |       |         |                                                    |

| Venezia 15 marzo 1998 26ª giornata | Venezia         | 0 – 0 | Torino | Stadio Pierluigi Penzo\| Arbitro: \| Cesari (Genova) \| |
| Arbitro:                           | Cesari (Genova) |       |        |                                                         |

| Arbitro: | De Santis (Tivoli) |

|  |           |           |
|  | Marcatori | 76’ Luppi |

| Venezia 5 aprile 1998 28ª giornata | Venezia          | 0 – 0 | Treviso | Stadio Pierluigi Penzo\| Arbitro: \| Rossi (Ciampino) \| |
| Arbitro:                           | Rossi (Ciampino) |       |         |                                                          |

| Arbitro: | Lana (Torino) |

|                        |           |             |
| Zanutta 34’ Pisano 50’ | Marcatori | 44’ Schwoch |

| Arbitro: | Tombolini (Ancona) |

|                            |           |                |
| G. Filippini 16’ Luppi 28’ | Marcatori | 84’ Simutenkov |

| Arbitro: | Branzoni (Pavia) |

|               |           |  |
| Dell'Anno 82’ | Marcatori |  |

| Arbitro: | Paparesta (Bari) |

|                                 |           |  |
| G. Filippini 41’ M. Cossato 54’ | Marcatori |  |

| Salerno 10 maggio 1998 33ª giornata | Salernitana     | 0 – 0 | Venezia | Stadio Arechi\| Arbitro: \| Sirotti (Forlì) \| |
| Arbitro:                            | Sirotti (Forlì) |       |         |                                                |

| Arbitro: | Cardella (Torre del Greco) |

|                                          |           |  |
| Schwoch 33’, 45+2’ (rig.) M. Cossato 69’ | Marcatori |  |

| Arbitro: | Farina (Novi Ligure) |

|                                      |           |  |
| E. Brioschi 16’ (aut.) Vannucchi 27’ | Marcatori |  |

| Arbitro: | Nucini (Bergamo) |

|           |           |             |
| Muzzi 65’ | Marcatori | 85’ Schwoch |

| Arbitro: | Sputore (Vasto) |

|                       |           |              |
| M. Cossato 28’ (rig.) | Marcatori | 43’ Biagioni |

| Arbitro: | Gambino (Barletta) |

|                  |           |                |
| Sesia 62’ (rig.) | Marcatori | 15’ M. Cossato |

### Coppa Italia
| Arbitro: | Strazzera (Trapani) |

|  |           |             |
|  | Marcatori | 61’ Polesel |

| Venezia 24 agosto 1997 1º turno - ritorno | Venezia                    | 0 – 0 | Carpi | Stadio Pierluigi Penzo\| Arbitro: \| Cardella (Torre del Greco) \| |
| Arbitro:                                  | Cardella (Torre del Greco) |       |       |                                                                    |

| Arbitro: | Trentalange (Torino) |

|                                               |           |                          |
| Ballarin 18’ Antonioli 22’ Polesel 53’ (rig.) | Marcatori | 63’ Maniero 73’ Milanese |

| Arbitro: | Bolognino (Milano) |

|                                  |           |              |
| Chiesa 27’, 35’ Pavan 46’ (aut.) | Marcatori | 62’ Marangon |